# R. c. Big M Drug Mart
R. c. Big M Drug Mart (1985) est un arrêt de principe de la Cour suprême du Canada en matière de liberté de religion.

## Les faits
Le dimanche 30 mai 1982, le magasin Big M Drug Mart de Calgary a été accusé d'avoir illégalement vendu des produits le jour du dimanche, contrairement aux dispositions de la Loi sur le Jour du Seigneur de 1906. Au procès, le magasin a été acquitté et l'appel a été rejeté par le Cour d'appel de l'Alberta.
La question constitutionnelle soumise à la Cour était de savoir si la loi portait atteinte au droit à la liberté de conscience et de religion et le cas échéant, si elle était justifiée en vertu de l'article 1 de la Charte et si la Loi était intra vires quant au pouvoir criminel du Parlement en vertu du paragraphe 91 (27) de la Loi constitutionnelle de 1867.

## Décision
La Cour suprême a jugé que la loi était une violation inconstitutionnelle de l'article 2 de la Charte canadienne des droits et libertés, statuant qu'il n'y avait pas de véritable fondement laïque pour la loi et que son seul objectif était, en fait, d'établir une exigence, et qu'elle n’était donc pas valide. La victoire de la pharmacie a été rendue possible par l'article 52 de la Loi constitutionnelle de 1982, qui prévoit que les lois inconstitutionnelles peuvent être déclarées invalides, par opposition à l'article 24 de la Charte, qui concerne ceux dont les droits ont été violés. Dans la mesure où une société n'est pas une personne physique, elle ne peut pas avoir de religion et, par conséquent, la liberté de religion de la société n'a pas été violée.
Dans cet arrêt, le juge en chef Brian Dickson écrit que cette liberté inclut au moins la liberté d'expression religieuse, incluant « le droit de croire ce que l'on veut en matière religieuse, le droit de professer ouvertement des croyances religieuses sans crainte d'empêchement ou de représailles et le droit de manifester ses croyances religieuses par leur mise en pratique et par le culte ou par leur enseignement et leur propagation. » La liberté de religion interdit également l'imposition d'exigences religieuses.
La conséquence immédiate de l'article 2 fut l'abolition des lois fédérales interdisant l'ouverture des commerces le dimanche. Elle affirme tout aussi que les minorités religieuses sont protégées de la tyrannie de la majorité, c'est-à-dire que la majorité d'une population ne peut pas imposer ce qu'elle juge être bon et vrai aux minorités.

## Limitation de la portée de l'arrêt
Une année plus tard, la Cour suprême a rendu un autre arrêt célèbre intitulé R. c. Edwards Books and Art Ltd. qui reconnait que les provinces peuvent établir des règles de repos dominical pour les travailleurs. Bien que le dimanche soit un jour de culte pour la plupart des Églises chrétiennes, établir un jour de repos  va dans le sens de la poursuite d'un objectif laïque légitime et tombe sous la compétence des provinces.
Donc malgré l'arrêt Big M  Drug Mart qui énonce que les lois religieuses sont a priori des lois fédérales de droit criminel, lorsque les tribunaux peuvent établir que la loi a un objectif légitime de procurer un bienfait civil à la population et qu'elle n'a pas un trait dominant de nature exclusivement religieuse, ils vont accepter que la loi en question est une loi provinciale qui n'entre pas dans le champ de compétence criminel du gouvernement fédéral. En général, les tribunaux vont faire une interprétation large de la compétence provinciale en matière de propriété et droits civils pour ne pas inutilement déclarer inconstitutionnelles des lois provinciales.
Cette compréhension large de la compétence civile provinciale va de pair avec une interprétation restrictive de la compétence criminelle fédérale. Par exemple, dans l'arrêt Hak c. Procureur général du Québec, le tribunal classifie la Loi sur la laïcité de l'État comme étant une loi de compétence provinciale. Le juge a de la difficulté à rattacher la prohibition du port des signes religieux et la limitation de droits fondamentaux d'individus à un quelconque bénéfice civil au sens de l'arrêt Edwards Books, mais il estime que la loi n'est pas une loi criminelle fédérale car elle ne comporte pas une peine ou une amende de droit criminel d'après le stare decisis sur cette question et donc qu'il s'agit d'une loi de compétence provinciale.